# Gymnema calycinum
Gymnema calycinum är en oleanderväxtart som beskrevs av Rudolf Schlechter. Gymnema calycinum ingår i släktet Gymnema och familjen oleanderväxter. Inga underarter finns listade i Catalogue of Life.